# St.-Nikolai-Kirche (Uebigau)

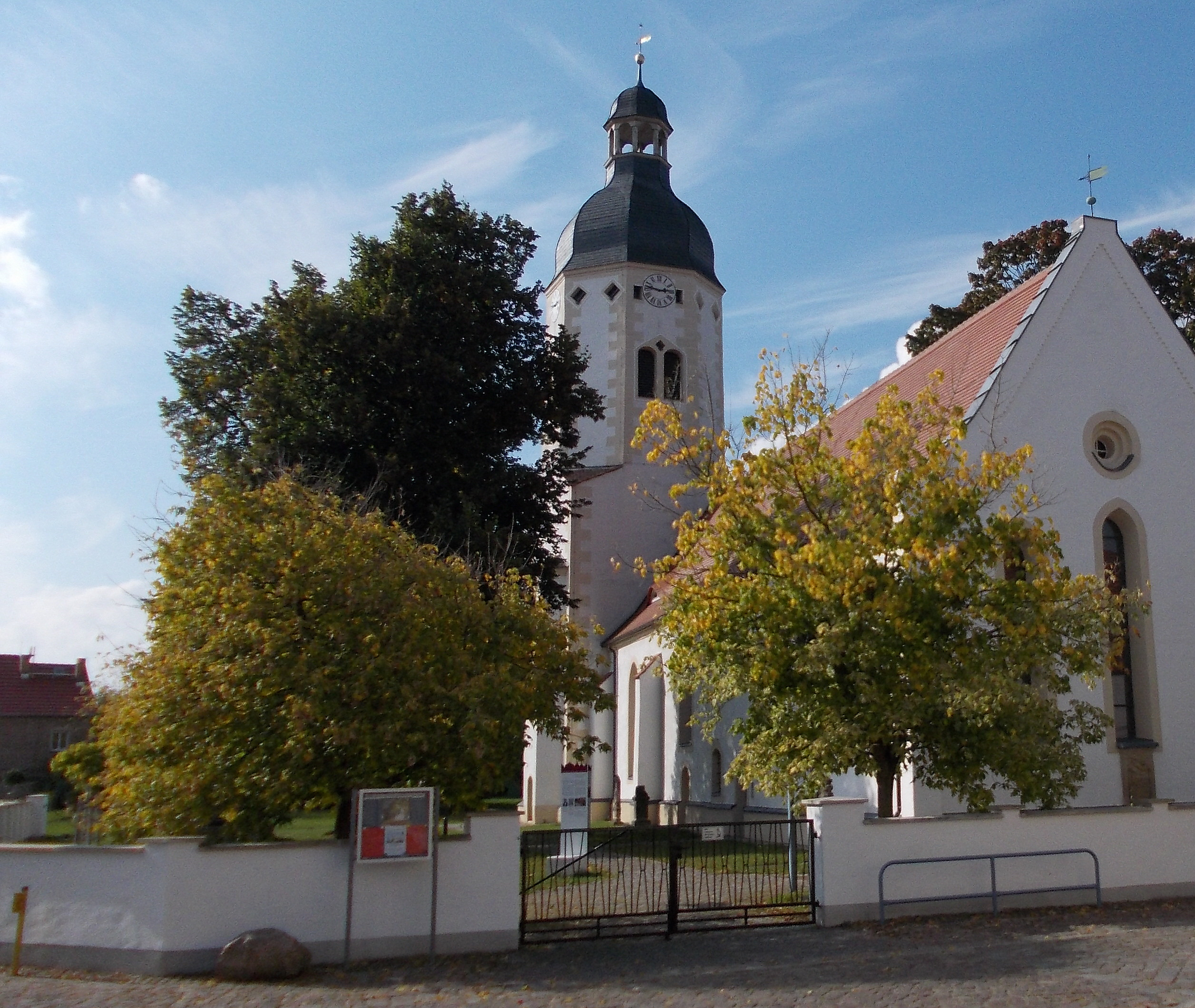
Stadtpfarrkirche St. Nikolai

Die unter Denkmalschutz stehende evangelische Stadtpfarrkirche St. Nikolai befindet sich westlich des Marktes im Zentrum des Ortsteils Uebigau der südbrandenburgischen Kleinstadt Uebigau-Wahrenbrück. Sie gehört zur Kirchengemeinde Uebigau im Kirchenkreis Bad Liebenwerda der Evangelischen Kirche in Mitteldeutschland.

## Baubeschreibung und -geschichte

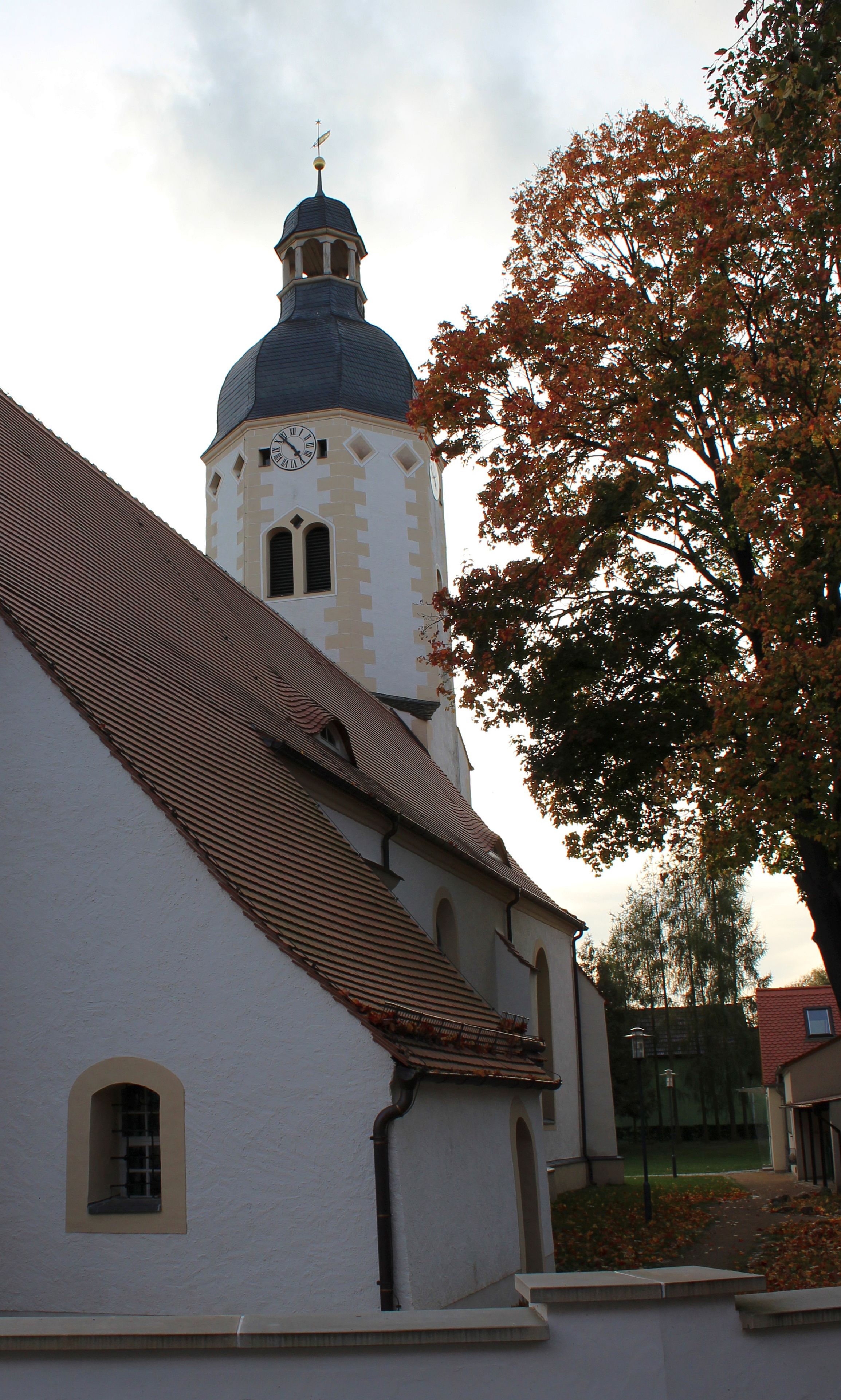
Nordseite

Die Kirche stammt vermutlich bereits aus dem 11. Jahrhundert, in ihrem Kern jedoch aus dem 13. Jahrhundert. Urkundlich erwähnt wurde sie erstmals im Jahre 1251. Zu jener Zeit war sie eine Filialkirche des Patronats Altbelgern, das dem Nonnenkloster „Marienthron“ in Torgau unterstand. 1298 wurde in einer Urkunde ein Leutpriester erwähnt („dominus plebanus in Ubegowe“). Sein Name Albertus taucht ein Jahr später in einem weiteren Dokument auf.
Die Uebigauer Kirche St. Nikolai ist ein langgestreckter verputzter Backsteinbau mit Satteldach. Der sich dem mit einer flachen Holzdecke versehenen Kirchenschiff westlich anschließende quadratische Turm besitzt ein achteckiges Obergeschoss und eine schiefergedeckte Schweifhaube mit Laterne.
Die mit einem Tonnengewölbe versehene Sakristei der Kirche errichtete man im 16. Jahrhundert. Außerdem baute man zu dieser Zeit die Patronatsloge an und erhöhte den frühgotischen Ostteil der Kirche. 1681 fiel die Kirche einem verheerenden Stadtbrand zum Opfer, bei welchem sie schwere Beschädigungen erlitt. Der spätere Wiederaufbau erfolgte von 1684 bis 1698. In dieser Zeit wurden die Fenster und Portale des Bauwerks verändert und der Turm, der im Erdgeschoss ein Kreuzgratgewölbe besitzt, mit einem neuen Turmabschluss versehen.
Im Inneren der Kirche sind einige der damaligen Veränderungen bis in die Gegenwart sichtbar geblieben. Während der heutige Kanzelaltar im Jahre 1819 errichtet wurde, stammt die Kanzel selbst vermutlich aus dem Jahr 1690. Die aus Holz bestehende sechseckige Taufe stammt aus dem Jahre 1695. Sie wurde von der Pfarrerswitwe Hendel gestiftet. Im Jahre darauf erfolgte der Bau der (heutigen) Nordempore, deren Brüstung mit einer reichen Bemalung versehenen ist.
Restaurierungen am Bauwerk erfolgten unter anderem 1881, 1895/96 sowie von 1926 bis 1933, bei welcher 1927 in Uebigau auch die erste elektrische Kirchenheizung des Landkreises Liebenwerda installiert wurde. Außerdem erfolgten 1929 Dachausbesserungsarbeiten, bei denen die Kuppel mit neuem Schiefer gedeckt und der Stern der Wetterfahne vergoldet wurden.
Die heutige Glocke der Kirche stammt aus dem Jahre 1921. Sie wurde in der Kunst- und Glockengießerei Lauchhammer gegossen.

## Orgel

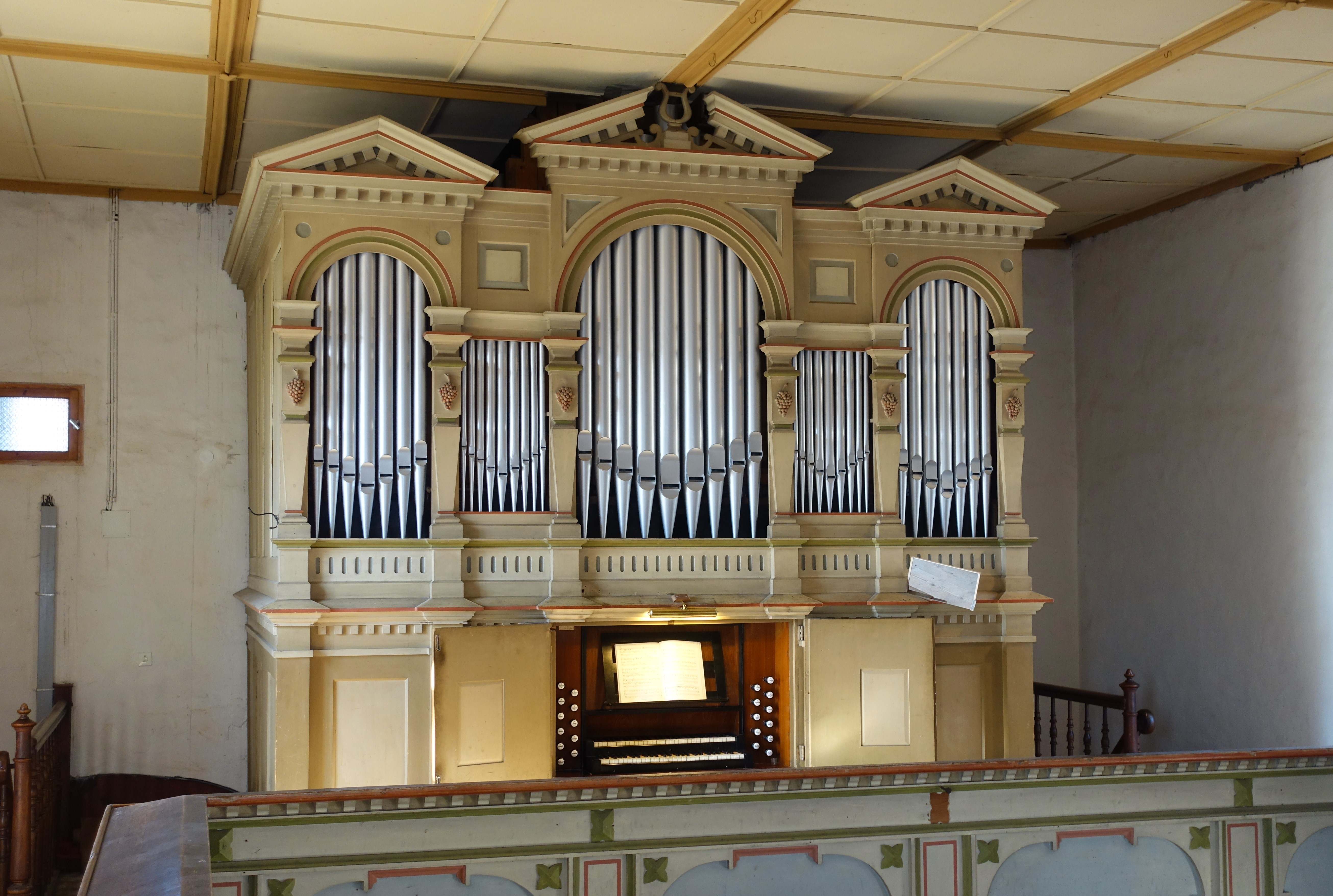
Orgel von Conrad Geissler

Eine erste Orgel in der Uebigauer Kirche wurde im Jahre 1640 erwähnt. Nach dem großen Stadtbrand 1681 soll die Kirche bereits 1690 wieder ein gebrauchtes Werk aus einer anderen Kirche erhalten haben.
Das bis in die Gegenwart erhalten gebliebene Instrument erbaute 1895 der Eilenburger Orgelbaumeister Conrad Geissler (1825–1897) als sein Opus 114. Die Orgel besitzt einen spätklassizistischen Prospekt und ist bis auf die im Ersten Weltkrieg im Zuge der Zwangsabgabe für Rüstungszwecke verloren gegangenen Prospektpfeifen nahezu originalgetreu erhalten geblieben. Letztere, aus Aluminiumzink gefertigt, sollen im Rahmen der 2021 begonnenen Innensanierung der Kirche wieder durch solche aus Zinn ersetzt werden.
Das Instrument wird regelmäßig für verschiedene hier stattfindende Konzerte genutzt. Inzwischen etabliert hat sich der „Konzertzyklus im Uebigauer Land“, in dessen Rahmen in allen Kirchen des evangelischen Pfarrbereichs musikalische Veranstaltungen stattfinden.
Die seit 2021 vorübergehend ausgelagerte Orgel verfügt über 18 Register auf zwei Manualen und Pedal. Die Disposition des Schleifladeninstruments mit mechanischer Spiel- und Registertraktur lautet wie folgt:
| I Hauptwerk C–f3 |                 |       |
| 1.               | Bordun          | 16′   |
| 2.               | Principal       | 8′    |
| 3.               | Doppelflöte     | 8′    |
| 4.               | Viola di Gamba0 | 8′    |
| 5.               | Octave          | 4′    |
| 6.               | Rohrflöte       | 4′    |
| 7.               | Quinte          | 2 ⁄3′ |
| 8.               | Octave          | 2′    |
| 9.               | Mixtur III–IV   | 2′    |

| II Oberwerk C–f3 |                   |    |
| 10.              | Salicional        | 8′ |
| 11.              | Flöte travers     | 8′ |
| 12.              | Lieblich Gedackt0 | 8′ |
| 13.              | Geigenprincipal   | 4′ |
| 14.              | Fugara            | 4′ |

| Pedal C–d1 |              |     |
| 15.        | Subbass      | 16′ |
| 16.        | Violon       | 16′ |
| 17.        | Principal    | 8′  |
| 18.        | Violoncello0 | 8′  |

- Koppeln: Manualcoppel (II/I), Pedalcoppel (I/P)
- Spielhilfe: Klingelzug

### Aufnahmen der Geissler-Orgel
- Mitteldeutsche Orgelromantik. 2017, Querstand VKJK 1718, CD (Christopher Lichtenstein, Orgel).[7]
- Orgelmusik auf dem YouTube-Kanal der Evangelischen Kirchengemeinde St. Nikolai Uebigau.

## Friedhof und Grabmäler

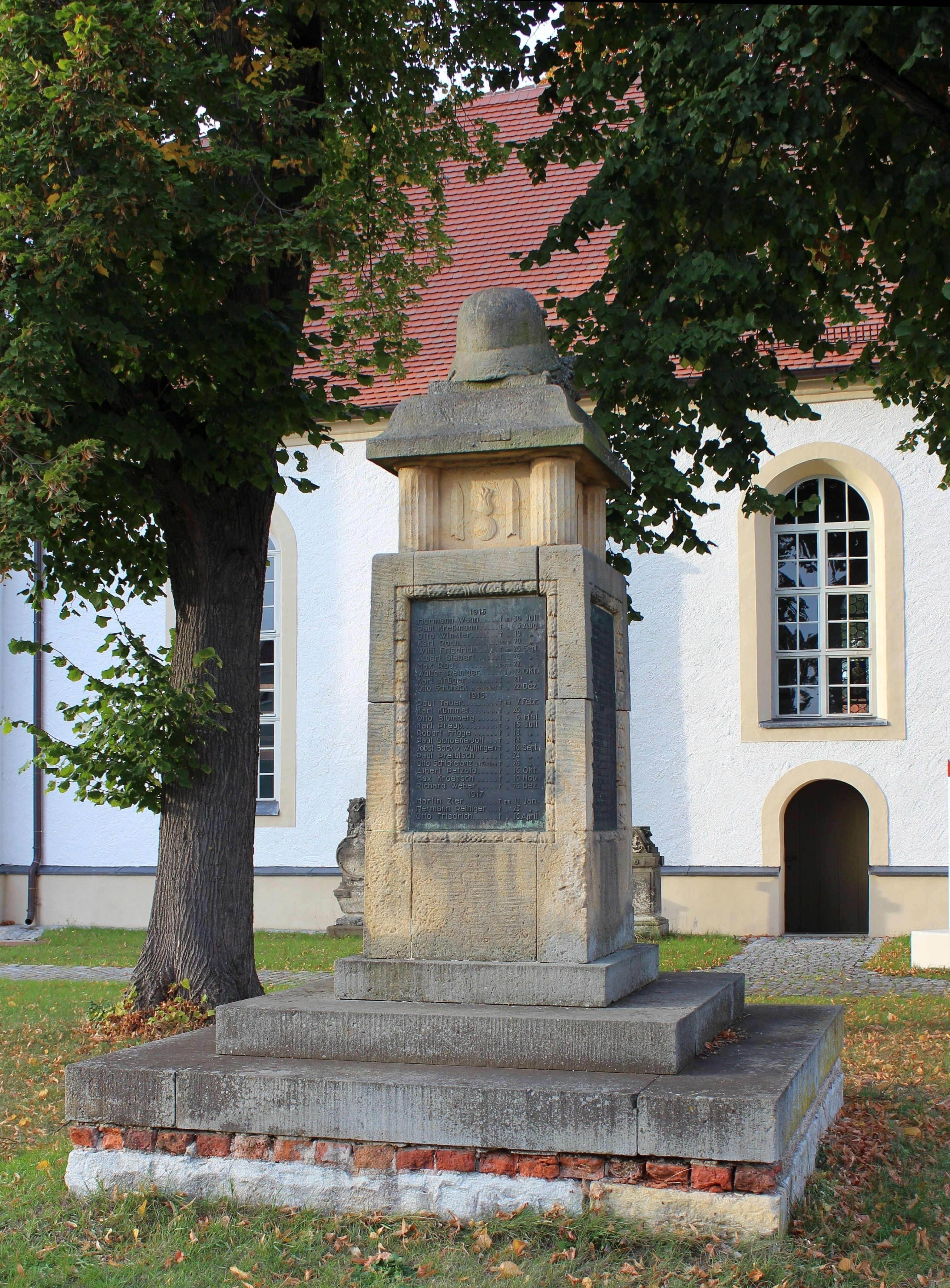
Kriegerdenkmal Erster Weltkrieg

Die Kirche St. Nikolai wird vom Gelände des einstigen Uebigauer Friedhofs umschlossen. Im Jahre 1874 wurde dieser geschlossen, und man legte unweit an der Herzberger Straße einen neuen an. Unmittelbar südlich der Kirche befindet sich die Stele eines 1922 aufgestellten Kriegerdenkmals, welches an die im Ersten Weltkrieg gefallenen 73 Uebigauer sowie jeweils 2 Bomsdorfer und Münchner Einwohner gedenken soll. Des Weiteren ist westlich der Kirche ein Denkmal den im Zweiten Weltkrieg Gefallenen gewidmet.
An der Ostwand der Kirche befindet sich das Familiengrab der Familie Chladni. Eines ihrer bekanntesten Mitglieder war Ernst Florens Friedrich Chladni, welcher im 18. Jahrhundert unter anderem die moderne Akustik sowie die Meteoritentheorie entwickelte. Weitere Grabsteine aus dem 18. Jahrhundert sind an der Südwand des Kirchenschiffs zu finden. Im Turmerdgeschoss befindet sich das Grabmal der Familie Reiniger (1795). Unter dem Kanzelaltar wurde als Unterbau ein aus dem Jahre 1638 stammender Grabstein für P. M. G. E. Caldermann eingefügt.

## Glocke Susanna
Die Sage von der wundersamen Glocke Susanna soll im Dreißigjährigen Krieg entstanden sein. Sie erzählt von der Glocke Susanna. Diese Glocke soll einst auf einem Turm neben dem Kirchenschiff der Kirche „St. Nikolai“ gehangen und wundersame Kräfte entwickelt haben. So begann sie wohl von allein zu läuten, wenn die Stadt von Feuer bedroht wurde, und soll sogar die Macht gehabt haben, Brände einzudämmen. Beim großen Stadtbrand im Jahre 1681 wurde der Turm dann allerdings zerstört, und die Glocke zerschmolz letztlich in der Glut.

## Pfarrhaus

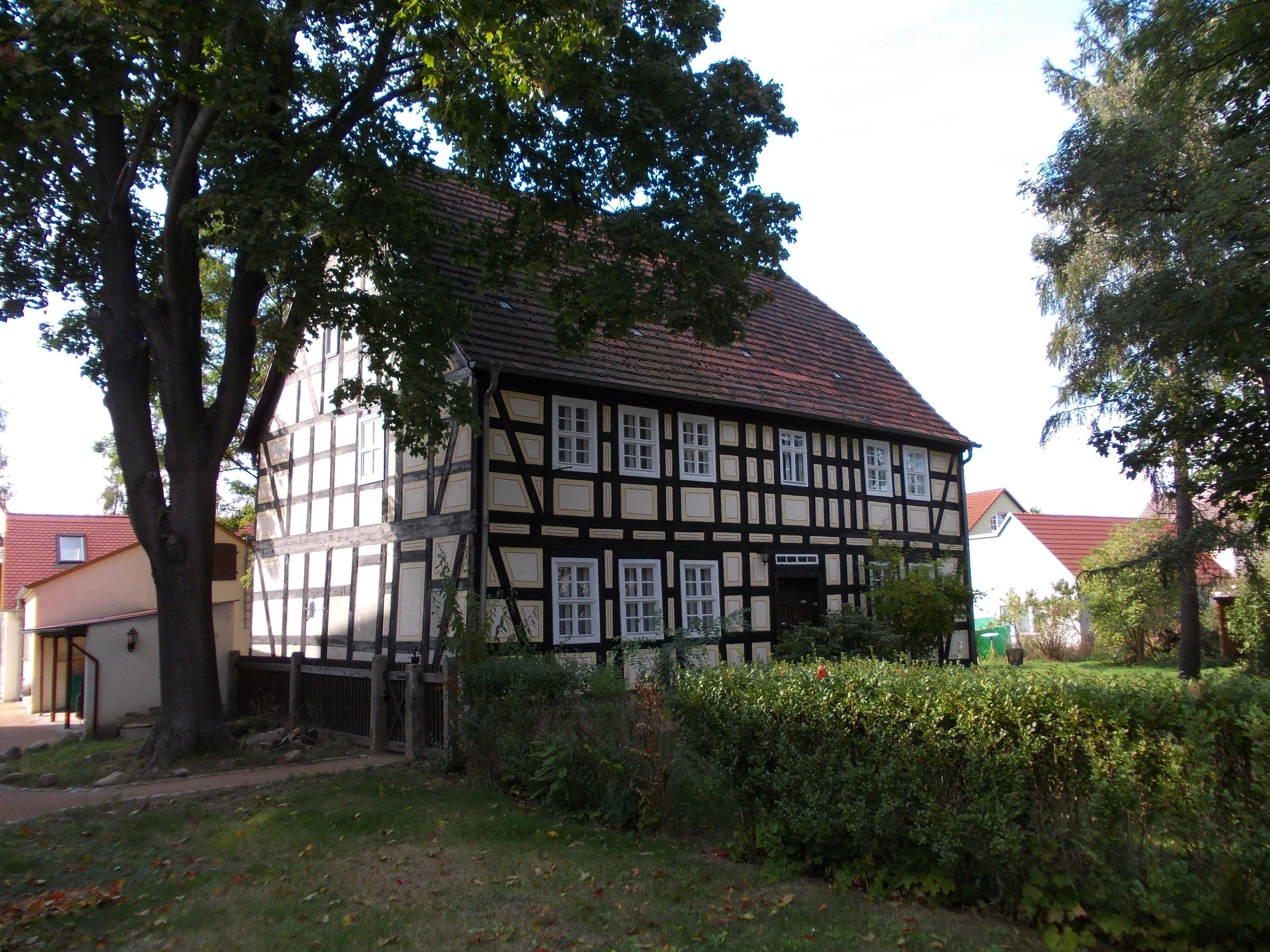
Pfarrhaus

Ebenfalls unter Denkmalschutz steht das mit einem Krüppelwalmdach versehene im Jahre 1782 errichtete Pfarrhaus. Der Fachwerkbau, welcher sich unmittelbar nördlich der Kirche anschließt, besitzt an der nördlich gelegenen Hausseite einen nachträglich eingefügten Keller mit einem Tonnengewölbe als Decke. Der Nordgiebel wurde mit einer Biberschwanzverkleidung versehen.